# 焦点合成

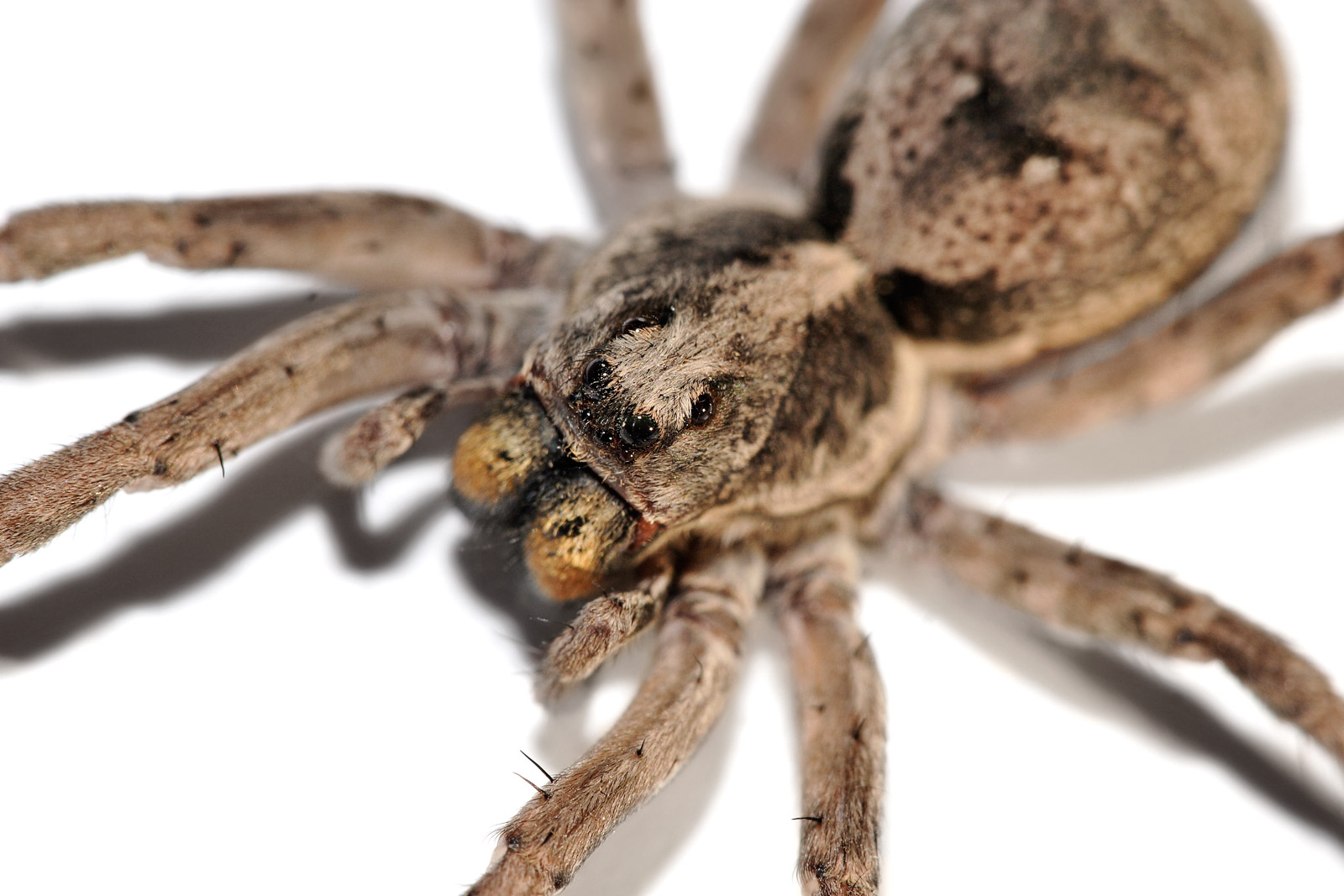
f/11の写真レンズを使用したコモリグモの画像・焦点は一部にしか合っていない

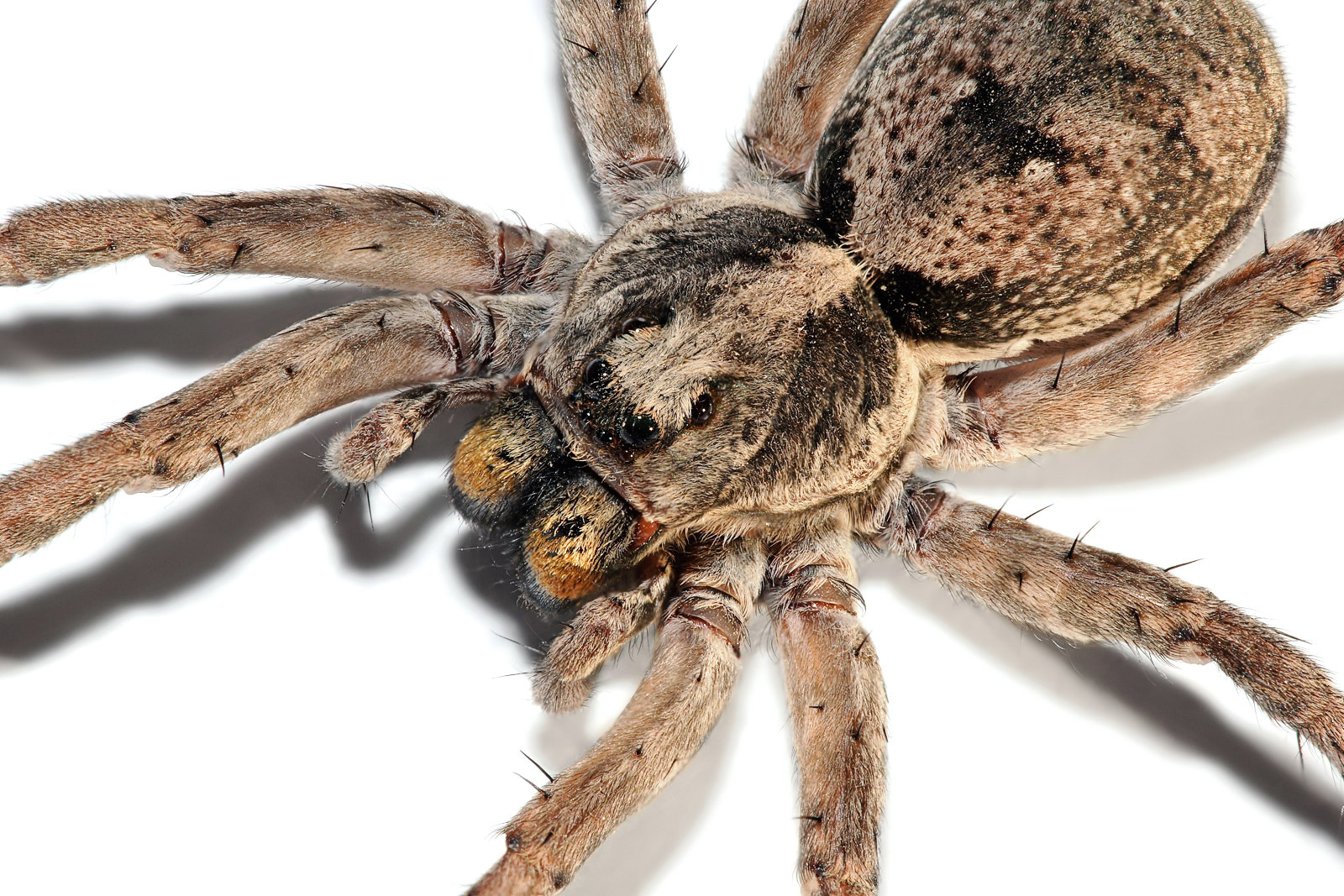
f/11の写真レンズで撮影した画像8枚を合成した画像。ほぼ全面にピントが合っている

焦点合成（しょうてんごうせい）または多焦点合成（たしょうてんごうせい）とは、複数の画像をデジタル画像処理によって合成し、擬似的に深い被写界深度を得る技術のこと。深度合成（しんどごうせい）ともよぶ。

## 概要
F値の明るいレンズを使用して高速シャッターを切る必要がある場合や、極めて小さく、かつ激しい凹凸のある被写体を撮影（接写）する場合、得られる画像は一部にしかピントが合わず、全体の様子を把握することが難しい。
焦点を複数の位置に合わせて撮影した画像を並べて表示すれば全体の様子を把握できるが、これは手間がかかり、比較も面倒である。
被写体全体にピントが合っている（ように見える）画像を得るためにはF値を上げて被写界深度を深くとれば良い（パンフォーカス）が、こうすると同じISO感度で撮影した場合、撮影シャッター速度は下げざるを得ない。シャッター速度が遅くなれば当然ブレにシビアになり解像力低下の一因に繋がる事もある。またレンズによって最大解像力F値のピークは違うが、どのセンサーサイズでも35mmフルサイズ換算でF16相当の被写界深度を超えると一般的に小絞りボケの影響で解像度も悪くなる傾向にある。この相矛盾する問題を解決するのが焦点合成である。

### 手法と応用
焦点合成の作成は一般に次のように行う。
1. 複数の位置にピントを合わせた画像を（複数）用意する。
2. 焦点深度合成ソフトウェアがコントラスト等を元に各々の画像から焦点が合っている部分を抽出する。
3. 焦点深度合成ソフトウェアが各々の画像から焦点が合っている部分を合成する。
4. 複数の位置に焦点が合っているかのように見える画像が得られる。

工業用測定器には、これを行うソフトウェアをハードウェアレベルで実装した組み込み機器もあり、そうしたものでは焦点位置を被写体を載積したステージの上下動をエンコーダを利用して算出し、焦点があっている部分を検出。合成を行うものが一般的である。
焦点合成ソフトウェアの中には3次元画像の構築を行えるものも存在し、このようなものでは焦点合成を行った像を任意の地点から鳥瞰するように観察したり、高度分布の塗り分けを行うこともできる。これらは微小標本のデジタルアーカイブ化や小型機械部品の観察・品質管理・評価に用いられる。

## ソフトウェア
| ソフトウェア名                                  | 主要著作者     | プラットフォーム              | ライセンス等                   |
| ----------------------------------------------- | -------------- | ----------------------------- | ------------------------------ |
| ALE                                             | David Hilvert  | Linux, Windows                | GPL                            |
| Aphelion Multifocus plug-in                     | ADCIS          | Windows                       | 商用・30日間の体験版あり       |
| CombineZM                                       | Alan Hadley    | Windows                       | GPL                            |
| Helicon Focus                                   | Danylo Kozub   | Windows, Mac OS X             | 商用・30日間の体験版あり       |
| Extended Depth of Field （ ImageJのプラグイン） | Alex Prudencio | マルチプラットフォーム (Java) | 研究用に限りフリーウェア       |
| PhotoAcute Studio                               | Almalence Inc  | Windows, Mac OS X, Linux      | プロプライエタリ・無期限体験版 |
| Stack Focuser （ ImageJのプラグイン）           | Michael Umorin | マルチプラットフォーム(Java)  | GPL                            |

## カメラ
オリンパスは一眼カメラ（一眼レフ、ミラーレス一眼として初。同社のコンパクトデジタルカメラにはこの機能があるカメラはあった）としては初めてこの機能をカメラ本体に取り入れた。2017年にはパナソニックがLUMIX DC-GH5にて6Kフォトでフォーカス合成(4Kは2016年発売のG8にもあった)、2018年には富士フイルムのFUJIFILM X-A5が4K画像を15枚連射しそれを合成するなど同様の機能が使えるカメラも増えて来た。